# Omloop Het Nieuwsblad 2011
L'Omloop Het Nieuwsblad 2011 va ser la 66a edició de l'Omloop Het Nieuwsblad. Es disputà el 26 de febrer de 2011 sobre un recorregut de 203 km amb sortida i arribada a Gant. La cursa formava part de l'UCI Europa Tour amb una categoria 1.HC.
El vencedor fou el neerlandès Sebastian Langeveld (Rabobank ProTeam), que s'imposà a l'esprint al seu company d'escapada, el català Joan Antoni Flecha (Team Sky), vencedor l'any anterior. L'australià Matthew Hayman (Team Sky) completà el podi.

## Equips
L'organització convidà a prendre part en la cursa a onze equips World Tour i onze equips continentals professionals:
- equips World Tour: AG2R La Mondiale, BMC Racing Team, Garmin-Cervélo, HTC-Highroad, Team Katusha, Leopard Trek, Omega Pharma-Lotto, Quick Step, Rabobank ProTeam, Team Sky, Vacansoleil-DCM
- equips continentals professionals: Acqua & Sapone, Bretagne-Schuller, Cofidis, Team Europcar, FDJ, Landbouwkrediet, Team NetApp, Saur-Sojasun, Skil-Shimano, Topsport Vlaanderen-Mercator, Verandas Willems-Accent

## Classificació final
|    | Cilista                   | Equip              | Temps      |
| -- | ------------------------- | ------------------ | ---------- |
| 1  | Sebastian Langeveld (NED) | Rabobank ProTeam   | 5h 18' 03" |
| 2  | Juan Antonio Flecha (CAT) | Team Sky           | s.t.       |
| 3  | Matthew Hayman (AUS)      | Team Sky           | + 1' 01"   |
| 4  | Yoann Offredo (FRA)       | FDJ                | + 1' 04"   |
| 5  | Luca Paolini (ITA)        | Team Katusha       | + 1' 21"   |
| 6  | Niki Terpstra (NED)       | Quick Step         | + 1' 24"   |
| 7  | Martijn Maaskant (NED)    | Garmin-Cervélo     | + 1' 30"   |
| 8  | Manuel Quinziato (ITA)    | BMC Racing Team    | s.t.       |
| 9  | Jurgen Roelandts (BEL)    | Omega Pharma-Lotto | s.t.       |
| 10 | Lars Boom (NED)           | Rabobank ProTeam   | s.t.       |